# Nyurgacincér
A nyurgacincér (Strangalia attenuata) a cincérfélék családjába tartozó, Eurázsiában honos, lombos fákon élő bogárfaj. 

## Megjelenése
A nyurgacincér hímjének testhossza 11−17 mm, a nőstény 12-18 mm-es. Testalkata karcsú, megnyúlt. Az előhát hátulsó pereme jóval szélesebb az elsőnél; szárnyfedőinek oldalvonalai végig keskenyednek, végük kihegyesedő. Teste fekete; csápjai, lábai (a hátulsó combok kivételével), valamint a potroha részben vörösbarna. Szárnyfedői sárgásbarnák, csúcsuk fekete, és rajtuk három széles, fekete harántsáv látható; a varrat is fekete. Szőrei lesimulók, aranysárgák. Az előtor a tövén kétoldalt alig bemélyedt, a hátulsó szegély ugyanott mélyen öblös, közepe sűrűn pontozott, a pontozás sekély és kissé ráspolyszerű. A szárnyfedők pontozása finom és szórt.

## Elterjedése és életmódja
Eurázsia mérsékelt és mediterrán régióiban honos, a Pireneusoktól egészen Japánig. Magyarországon országszerte előfordul, nem ritka. 
Lárvája különféle lombos fák (mogyoró, gesztenye, tölgy, hárs, nyír, nyár, éger, szil, stb., de ritkán fenyő is) korhadó törzsében (többnyire annak alsó részén, vagy a tönkjében) él. Fejlődése két évig tart. Az imágó júniustól szeptemberig elejéig rajzik. Nappal aktív, többnyire virágokon tartózkodik.   

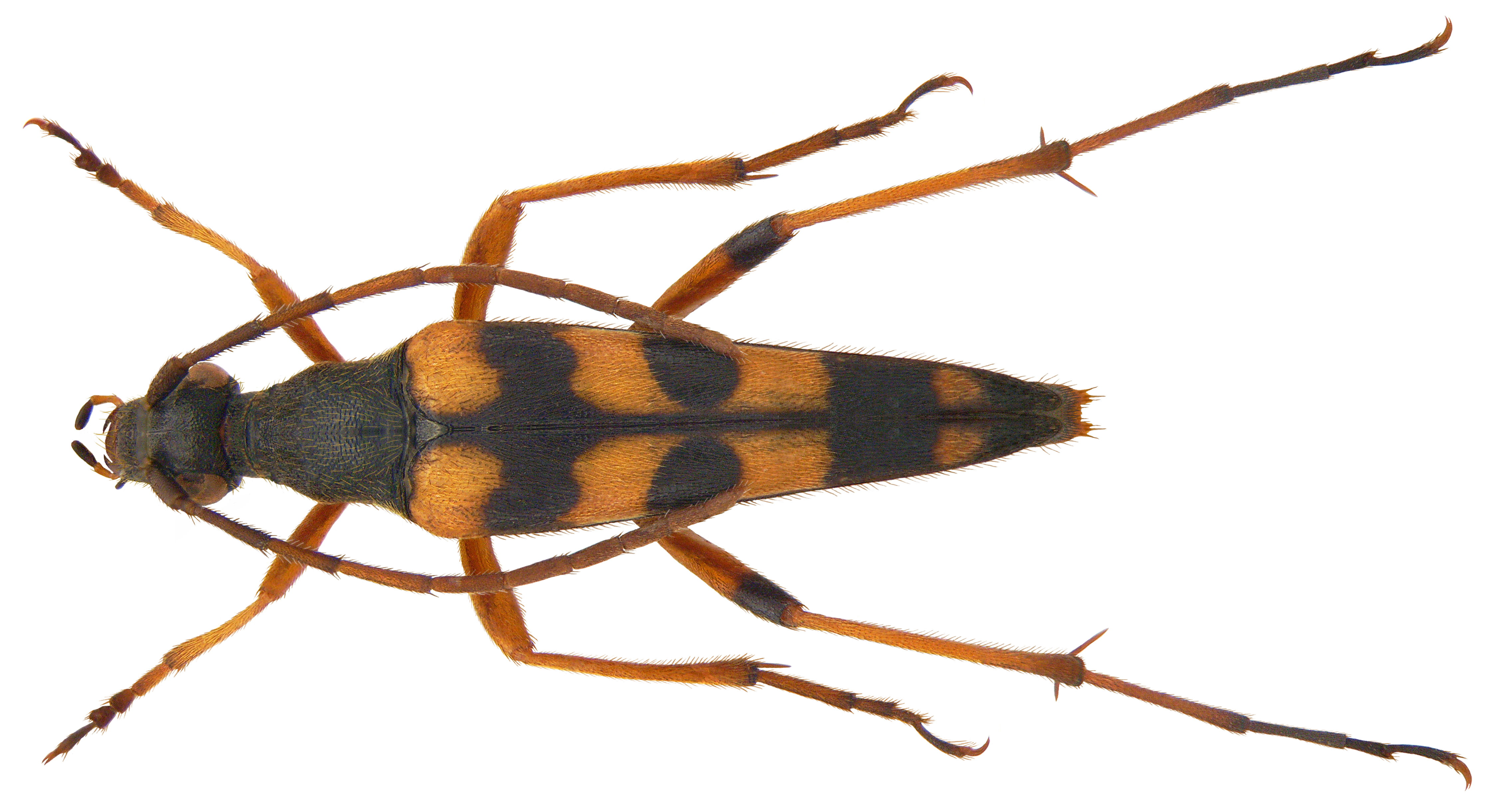
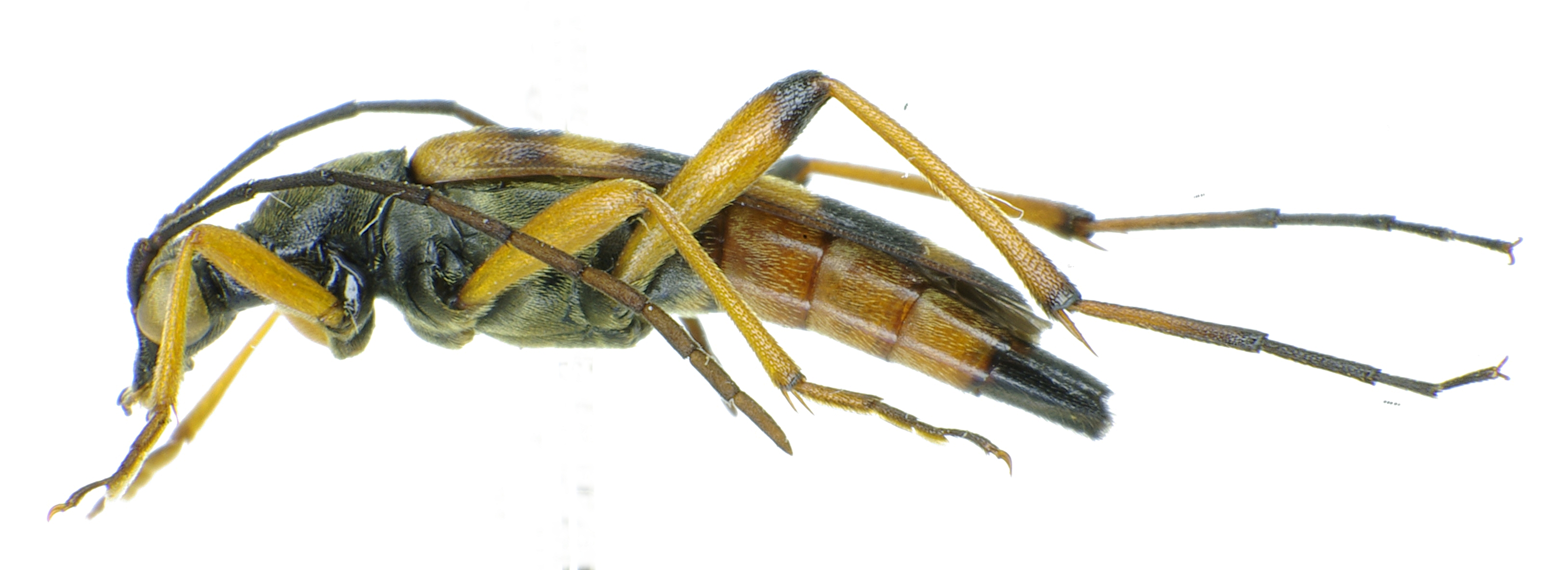
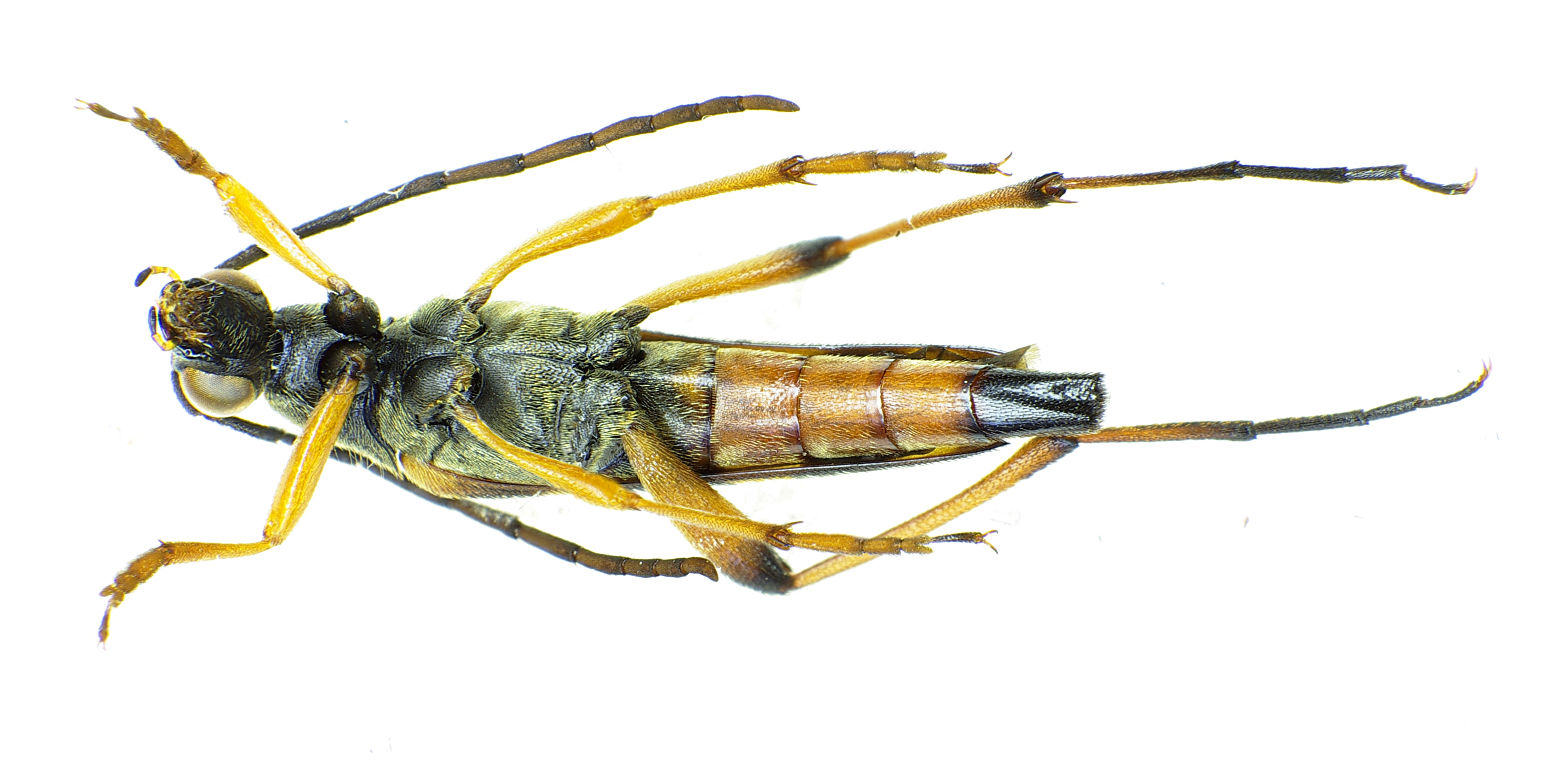
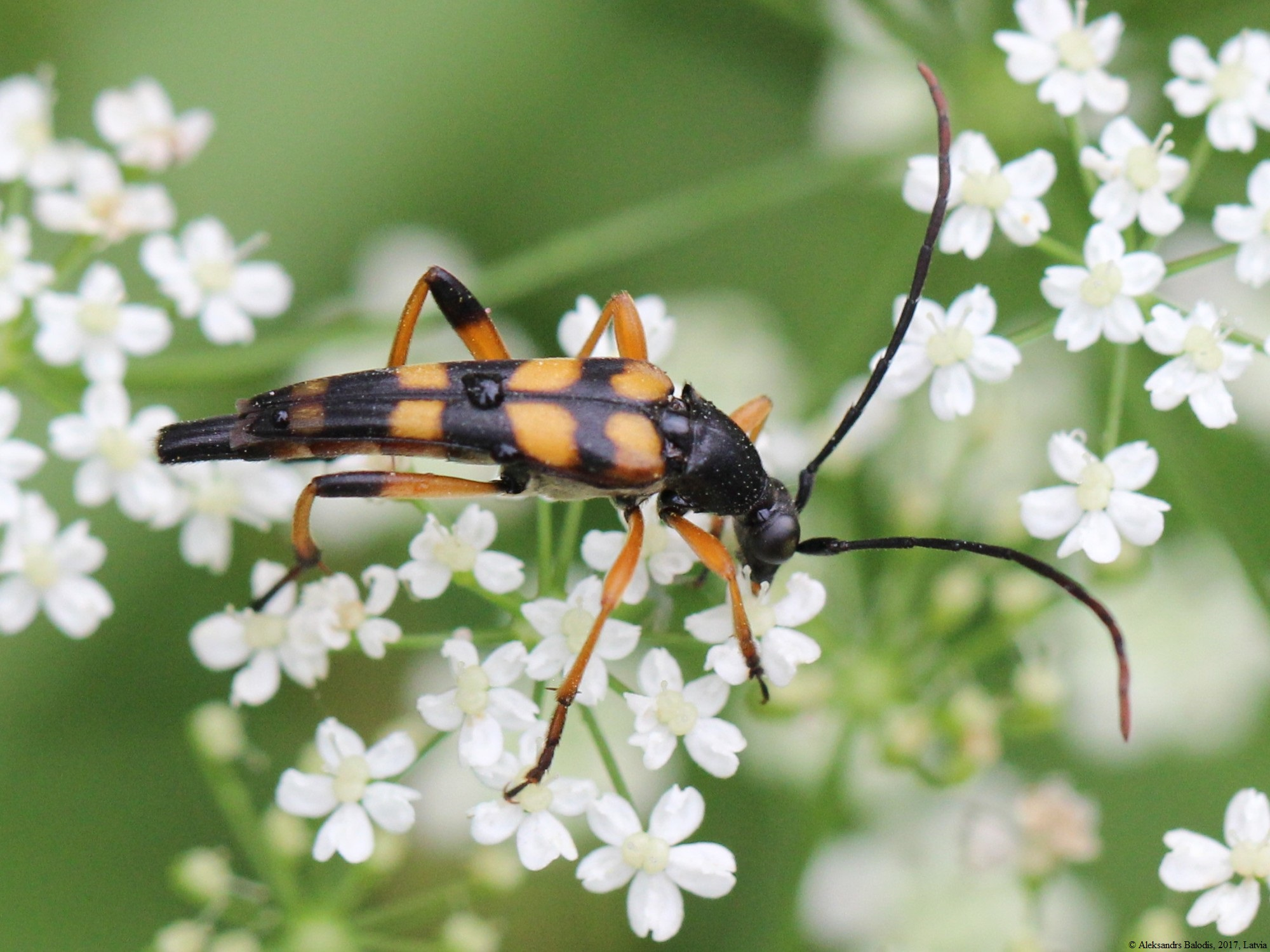
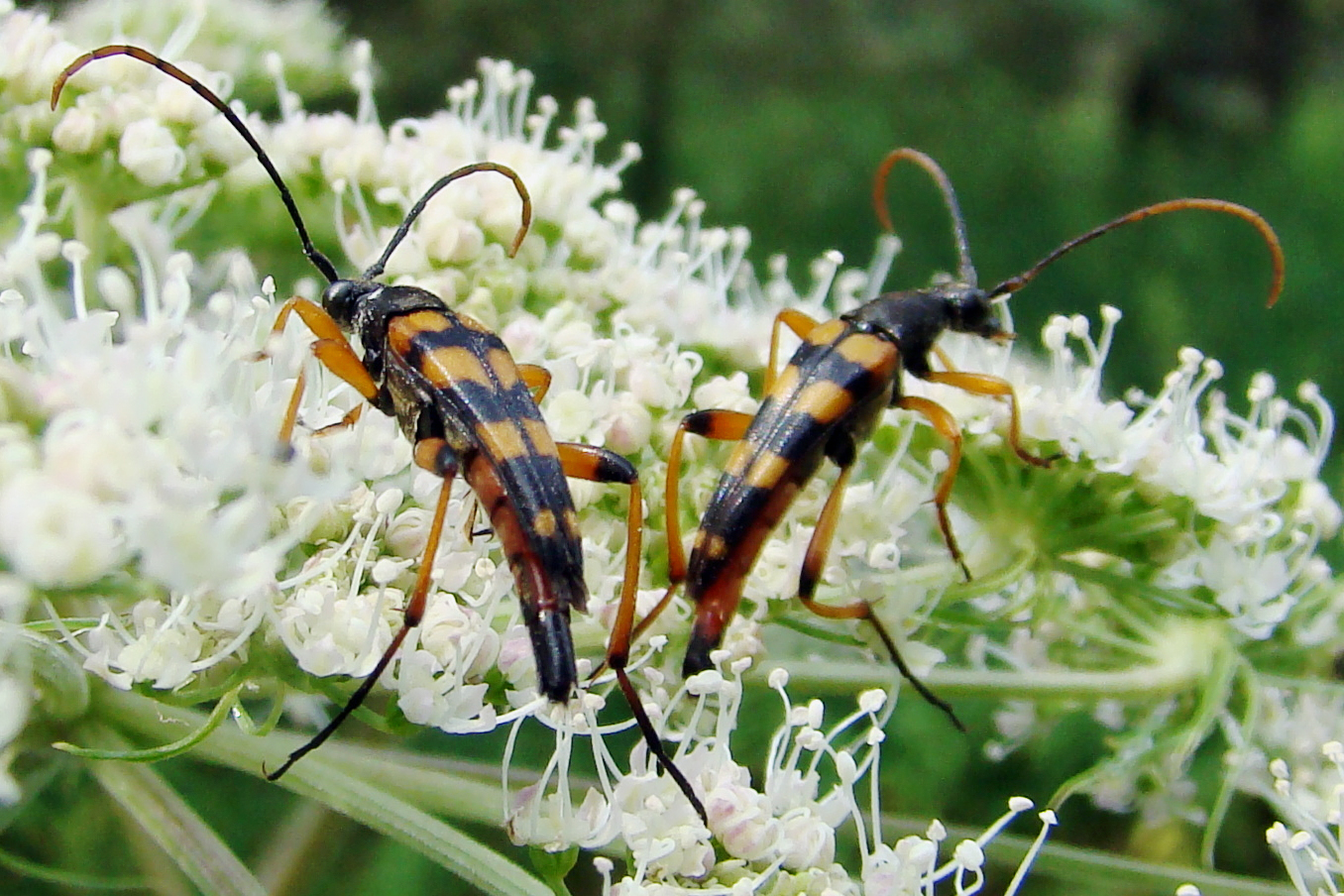

Magyarországon nem védett.